# Mohamed Abou Greisha
Ahmed Abdel-Ghani (ur. 1 grudnia 1981) – egipski piłkarz, reprezentant kraju.

## Kariera
Jest napastnikiem, grał w Ismaily SC, Zhejiang Lucheng, Telephonat Beni Suef, Al-Masry Port Said, Ittihad El Shorta i Olympic El Qanah. Od 2004 roku do 2009 roku grał w kadrze narodowej Egiptu. Był w kadrze na Pucharze Konfederacji w 2009 roku.